# Председатель Совета Министров Армянской ССР
1. перенаправлениеa Список глав правительства Армении

(Пометьте на Викиданных ссылку на это перенаправление как намеренную.) 